# NK Peca
Nogometni klub Peca (tiếng Việt: Câu lạc bộ bóng đá Peca), thường hay gọi NK Peca, là một câu lạc bộ bóng đá Slovenia thi đấu ở thị trấn Črna na Koroškem. Câu lạc bộ được thành lập năm 1962.
Hiện tại câu lạc bộ đang thi đấu ở 1. MNZ League, hạng thứ tư ở Slovenia.

## Danh hiệu
- Giải bóng đá hạng năm quốc gia Slovenia: 1

2004-05